# Sisal
 Ikke at forveksle med Sissal.
Sisal er plantefibre til tovfremstilling, der udvindes af arten Sisal-Agave (Agave sisalana), som stammer fra Mellemamerika.
Fibrene er meget lyse og omtrent lige så stærke som manilahamp.
I dag produceres mange forbrugsvarer af sisal som f.eks. tæpper, måtter, dartskiver og kattelegetøj.